# Contea di Butler (Missouri)
La contea di Butler (in inglese Butler County) è una contea dello Stato USA del Missouri. Il nome le è stato dato in onore del generale William Orlando Butler. Al censimento del 2020 la popolazione era di 42 130 abitanti. Il suo capoluogo è Poplar Bluff. 

## Geografia fisica
L'U.S. Census Bureau certifica che l'estensione della contea è di 1810 km², di cui 1807 km² composti da terra e 3 km² composti di acqua. 
La contea è attraversata dal fiume Black river il quale scorre anche attraverso Poplar Bluff (capoluogo della contea).

## Infrastrutture e trasporti

### Strade
- U.S. Route 60
- U.S. Route 67
- U.S. Route 160
- Route 51
- Route 53
- Route 142
- Interstate 57

## Contee confinanti
- Contea di Wayne, Missouri - nord
- Contea di Stoddard, Missouri - est
- Contea di Dunklin, Missouri - sud-est
- Contea di Clay, Arkansas - sud
- Contea di Ripley, Missouri - ovest
- Contea di Carter, Missouri - nord-ovest

## Maggiori città
- Broseley
- Fagus
- Fisk
- Harviell
- Hendrickson
- Neelyville
- Poplar Bluff (capoluogo della contea e comune più grande)
- Qulin
- Rombauer

## Aree nazionali protette
- Mark Twain National Forest

## Storia
La Contea di Butler venne istituita il 27 febbraio 1849 e prese il nome in onore del politico e generale William Orlando Butler, candidato vice presidente degli Stati Uniti d'America nelle elezioni del 1848. La prima riunione nel tribunale della contea di Butler si tenne il 18 giugno 1849.

## Religione
Secondo uno studio effettuato dall'Association of Religion Data Archives nel 2010, la contea di Butler fa parte della Bible Belt, con il protestantesimo evangelico che è la religione predominante. Tra le altre religioni presenti nella contea di Butler spiccano i battisti del sud (36,39%), i gruppi evangelici aconfessionali (14,64%) e i cattolici (11,92%).